# Sam Byram
Samuel Mark "Sam" Byram, född 16 september 1993 i Thurrock, England, är en engelsk professionell fotbollsspelare och försvarsspelare som spelar för Leeds United.

## Karriär
Byram är en produkt av Leeds fotbollsakademis ungdomsverksamhet dit han kom 2010. Han skrev proffskontrakt med klubben i juni 2012 och debuterade för Leeds seniorlag den 11 augusti 2012 i hemmamatchen mot Shrewsbury Town i Capital One Cup (ligacupen) där han spelade från start. Han gjorde ligadebut en vecka senare mot Wolverhampton. Efter den lyckade debuten blev han erbjuden och skrev på ett treårskontrakt med klubben.
Under sin första säsong (2012/2013) i laget spelade han 44 av totalt 46 ligamatcher och gjorde 3 mål och blev utsedd till Årets spelare i klubben samt dessutom prisen för Spelarnas val till Årets spelare och Årets unge spelare. Han blev dessutom samma år utsedd till Årets spelare av tidningen Yorkshire Evening Post, den yngste spelare någonsin att få utmärkelse.
Den 10 augusti 2018 lånades Byram ut till Nottingham Forest på ett låneavtal över säsongen 2018/2019. Den 16 juli 2019 värvades Byram av Norwich City, där han skrev på ett fyraårskontrakt.
Den 5 augusti 2023 blev Byram klar för en återkomst i Leeds United, där han skrev på ett ettårskontrakt. I juni 2024 förlängdes Byrams kontrakt med ett år.